# Croton umbratilis
Espèce
Croton umbratilis est une espèce de plantes à fleurs du genre Croton et de la famille des Euphorbiaceae, présente au Venezuela (Bolívar).
Il a pour synonyme :
- Oxydectes umbratilis, (Kunth) Kuntze